# 男たちの挽歌 II
『男たちの挽歌II』(英雄本色II,英題:A Better Tomorrow II)は、前作『男たちの挽歌』の大ヒットを受けて1987年に制作された香港映画。日本での公開は1989年。

## ストーリー
香港。前作の三合会銃撃事件のため服役していたホーは、出所と引き換えに香港警察から偽札製造組織への捜査協力を依頼される。かつてのホーの兄貴分で今は堅気のルンがその首魁として疑われており、彼を売りたくないホーは断ろうとするが、弟で刑事のキットが、ルンの経営する造船会社に潜入していることを知り、ホーはキットを助けるために警察への協力を承諾する。釈放されたホーは、旧知の画家・チンから、前作で死んだマークに生き別れた双子の弟・ケンがいることを知らされ、彼がニューヨークに住んでいることを聞かされる。
ルンは造船会社重役で部下のコーの裏切りに遭い、殺人の罪を着せられて警察に追われる立場になった。コーこそが偽札製造組織の首魁で、裏稼業の邪魔になったルンをはめたのだった。キットが一時保護していたルンの娘・ペギーも組織に殺される。脱獄囚のふりをしてルンに接近していたホーは、前作で自分の後見人だったタクシー会社社長・キンに協力を頼みルンをニューヨークに逃亡させる。一方、ホーとキットはコーのたくらみを察し、彼の組織に入り込む。コーはキットが潜入捜査官であることを見抜き、ホーに彼の暗殺を命じる。キットは兄が疑われないよう、撃たれるにまかせた。置き去りにされたキットは、密かに引返したホーにより病院に運ばれ一命を取り止める。
ニューヨークに着いたルンは友人の神父・サムのもとに身を寄せるが、電話で部下のコーに居場所を知らせてしまったために、そこでもルンは命を狙われる。繰り返し危機に見舞われサムを殺され、さらにペギーの死を知ったルンは精神を病んでしまう。偶然そのルンを助けたのは、かつての彼の顔なじみで、市内で食堂を経営するケンだった。ルンはケンの献身的な介抱によって正気を取り戻し危機を脱する。そしてなおもコーの手下の追っ手が2人のもとに迫るが、何とか退け、復讐のために香港へ発つ。
ケンと初めて会ったホーは、彼にマークの面影を重ねる。ホー、ケン、ルン、キン、キットは、造船会社の倉庫がコーのアジトであることを突き止め、急襲する。しかし倉庫はもぬけの殻で、逆にコーの計略によって5人は警官隊に包囲される。キットは4人を逃がし、刑事として現場に残って捜索を続け、倉庫の地下に偽札の製造拠点を見つけるが、コーの手下に銃撃されてしまった。ケンに救出されたキットは、女児を産んだばかりの妻・ジャッキーへ電話をしながら力尽きる。
ホー、ケン、ルン、キンはキットの葬儀を済ませると、集めた銃、爆弾、刀を手にコーの邸宅へと向う。ギリギリのところでまだ引き返せる堅気のキンを諭して帰すと、喪服姿の3人はキットの血痕が残る壁から邸内へと乗り込んだ。壮絶な戦いを終え、ホー、ケン、ルンは警察に連行されることを覚悟し死体だらけの現場に残る。

## キャスト
| 役名           | 俳優             | 日本語吹替                                                            | 日本語吹替                                                | 日本語吹替                               |
| 役名           | 俳優             | VHS版                                                                 | DVD版                                                     | TBS版                                    |
| -------------- | ---------------- | --------------------------------------------------------------------- | --------------------------------------------------------- | ---------------------------------------- |
| ケン           | チョウ・ユンファ | 磯部勉                                                                | 相沢正輝                                                  | 津嘉山正種                               |
| ホー           | ティ・ロン       | 青野武                                                                | 大滝進矢                                                  | 菅生隆之                                 |
| キット         | レスリー・チャン | 難波圭一                                                              | 高木渉                                                    | 松本保典                                 |
| ルン           | ディーン・セキ   | 嶋俊介                                                                | 青山穣                                                    | 吉水慶                                   |
| キン           | ケネス・ツァン   | 小室正幸                                                              | 青山穣                                                    | 神山卓三                                 |
| ジャッキー     | エミリー・チュウ | 佐久間レイ                                                            | 増田ゆき                                                  | 佐々木優子                               |
| コウ           | シャン・クァン   | 加藤正之                                                              | 水内清光                                                  | 山内雅人                                 |
| ペギー         | レジーナ・ケント | 勝生真沙子                                                            | 金月真美                                                  |                                          |
| ワン           | ン・マンタ       | 筈見純                                                                | 立木文彦                                                  | 大滝進矢                                 |
| ウー部長       | ラウ・シウミン   | 糸博                                                                  | 松尾貴司                                                  | 石森達幸                                 |
| チン           | レオン・ミン     |                                                                       |                                                           |                                          |
| サム           | ピーター・ワン   |                                                                       |                                                           |                                          |
| コウの手下     | シン・フィオン   |                                                                       |                                                           | 佐藤正治                                 |
| その他声の出演 | その他声の出演   | 塚田正昭 稲葉実 小関一 田原アルノ 星野充昭 小形満 井上喜久子 稀代桜子 | 鈴木正和 河相智哉 千葉進歩 大黒和広 吉岡久仁子 小野塚貴志 | 小島敏彦 古田信幸 塩屋浩三 小野健一 ほか |

- VHS版：徳間コミュニケーションズ発売のVHS、2013年パラマウント発売の日本語吹替収録版BD&DVDに収録
- DVD版：1999年カルチュア・パブリッシャーズ発売のDVDに収録
- TBS版：初回放送1992年1月15日『水曜ロードショー』

## 主題歌
「奔向未來的日子」（到未來日子）
作詞 - ジェームズ・ウォン /   作曲・編曲 - ジョセフ・クー / 歌 - レスリー・チャン

## スタッフ
- 監督：ジョン・ウー
- 製作：ツイ・ハーク
- 脚本：ジョン・ウー、ツイ・ハーク
- 製作総指揮：ウォン・カーマン
- 撮影：ウォン・ウィンハン
- アクション監督 チン・シウトン
- 音楽：ジョセフ・クー